# 真田理希
真田 理希（さなだ りき、2003年4月5日 - ）は、日本の俳優、モデル。大阪府出身。スターダストプロモーション所属。EBiDAN NEXTのメンバー。

## 略歴
幼少期よりキックボクシングを学び、数々の大会で優勝。2021年から俳優として活動を開始し、映画、ドラマ、舞台、CMなど幅広く出演。2025年には日本モルック協会のオフィシャルアンバサダーにも就任している。

## 人物
身長180cm。特技はキックボクシング、体操。趣味は筋トレ、サウナ、アサイーボウル作り。魁塾グローブ空手初段、普通自動車免許、NAUIパスポートダイバーなどの資格を持つ。

## 主な出演作品

### 映画
- アヒルボート（2022年） - 主演・須道智也役（学生制作映画）
- 名探偵一色誠〜電脳寺殺人事件〜（2023年）
- 放送部（2023年）
- レジェンド&バタフライ（2023年） - 小姓 役
- eスポーーーーツ リアルタイムバトル将棋 EDITION（2024年）- ピアス役
- BLUE FIGHT 〜蒼き若者たちのブレイキングダウン〜（2025年） - ギンジ役

### テレビドラマ
- カムカムエヴリバディ（2022年、NHK） - ジャズバー店員 役
- おむすび（2024年、NHK） - 水谷 役
- ロンダリング（2025年7月4日 - 、関西テレビ・フジテレビ）- 桃丘健太 役[1]

### バラエティ番組・テレビ出演
- おはよう朝日 土曜日です（朝日放送） - リポーター
- 猫のひたいほどワイド（テレビ神奈川） - 月曜リポーター（2025年）
- ゼッケン！〜Z世代の経済研究所〜（日本テレビ）
- 闇芝居（テレビ東京） - 声の出演
- SASUKE2023（TBS）

### 舞台
- ロミオ（2021年）
- いま、会いにゆきます（2022年）
- パパへの子守歌（2023年）

### CM
- ベルコ「コレカラ・ストレート篇」
- 餃子の王将
- BODY WILD（グンゼ）
- 東進個別館
- トンボ学生服

## モルック活動
2025年に日本モルック協会のオフィシャルアンバサダーに就任。スターダストモルック部の一員として各種大会に出場し、横浜ベイサイドモルック2025などで優勝を果たしている。